# WASHハウス
WASHハウス株式会社 (ウォッシュハウス、英: WASH HOUSE CO., LTD.)とは、宮崎県宮崎市新栄町に本社を置くコインランドリーチェーン運営企業である。コインランドリー業界では最大手である。

## 概要
コインランドリーをフランチャイズ制度で展開するが、全店舗を24時間本部社員がカメラで管理し、また清掃や来客対応などをWASHハウスが担うため、加盟店は資本金を提供するのみのシステムである。2017年現在で閉店はゼロである。2019年9月末時点で日本全国に607店を展開し、うち443店が九州エリアにある。
洗濯機や乾燥機は三洋電機とNTTデータによって作られた独自仕様のものであり、遠隔操作が可能になっている。

## 歴史
元証券会社社員であった児玉康孝が2001年に創業。翌年、2店舗（城ヶ崎店・大島通線店）を同時に開業するが、児玉によると同時に開業することで大資本が入ってきたように見せるためと話している。
また業界イメージ向上のため、全国コインランドリー管理業協会を設立し、業界全体に業界イメージの向上を働きかける活動も行っている。
2019年6月にはカンピッチャー氏と合弁でタイ王国に、同年12月には山東省の山東小鴨智能科技発展と提携し中華人民共和国に進出した。

## 沿革
- 2001年 - 株式会社ケーディーエムとして設立[2]。
- 2002年 - 宮崎県宮崎市にWASHハウスを2店舗（城ヶ崎店・大島通線店）同時開業[2]。
- 2003年 - 有限責任中間法人全国コインランドリー管理業協会を設立[2]。
- 2004年 - ビジネスモデル特許取得（コインランドリー管理システム：特許第3520449号）[2]。
- 2005年 - WASHハウス株式会社へ社名変更。
- 2008年 - ビジネスモデル特許取得（コインランドリー管理システム：特許第4172043号）[2]。
- 2009年
  - 100号店をオープン。
  - 中国特許取得（コインランドリー管理システム：特許第541344号）。中国特許取得（コインランドリー管理システム：特許第930450号）[2]。
- 2010年 - ビジネスモデル特許取得（コインランドリー管理システム：特許第4441796号）[2]。
- 2014年 - 200号店をオープン[2]。
- 2016年 - 東京証券取引所マザーズ市場及び福岡証券取引所Q-Board市場に新規上場[2]。
- 2019年 - 6月にタイ王国に「WASHHOUSE(Thailand)CO.,LTD.」を、中華人民共和国山東省に「WASHHOUSE(Shandong)CO.,LTD.」を設立[2][8]。

## 都道府県出店年表
- 2002年 - 宮崎県
- 2003年 - 鹿児島県
- 2004年 - 福岡県
- 2005年 - 大分県
- 2006年 - 熊本県
- 2007年 - 佐賀県
- 2013年 - 山口県
- 2014年 - 広島県

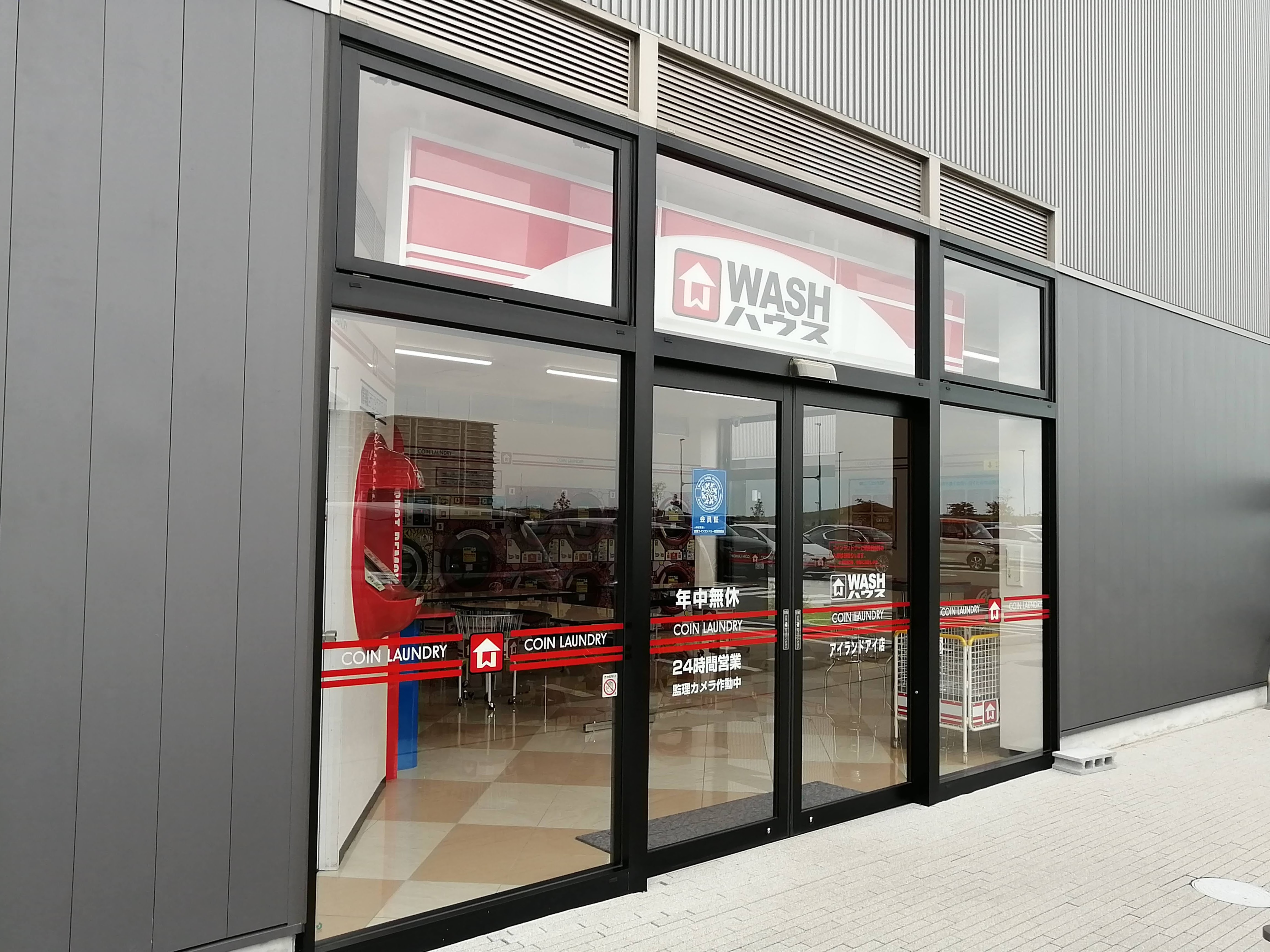
アイランドアイ店

- 2017年 - 岡山県・香川県・愛媛県・兵庫県・奈良県・徳島県・愛知県
- 2018年 - 千葉県・青森県・埼玉県・三重県
- 2019年 - 神奈川県・岐阜県[2]

## 提供番組
- VOICE愛（山陽放送）
- 報道ワイド 記者のチカラ（テレビ西日本）
- 天気予報(WASHハウスの天気予報)(テレビ宮崎)